# Plumana aequanima
Plumana aequanima är en fjärilsart som beskrevs av Edward Meyrick 1917. Plumana aequanima ingår i släktet Plumana och familjen säckspinnare. Inga underarter finns listade i Catalogue of Life.